# Rasputiza
La rasputiza (in russo распутица?, rasputica, ossia:

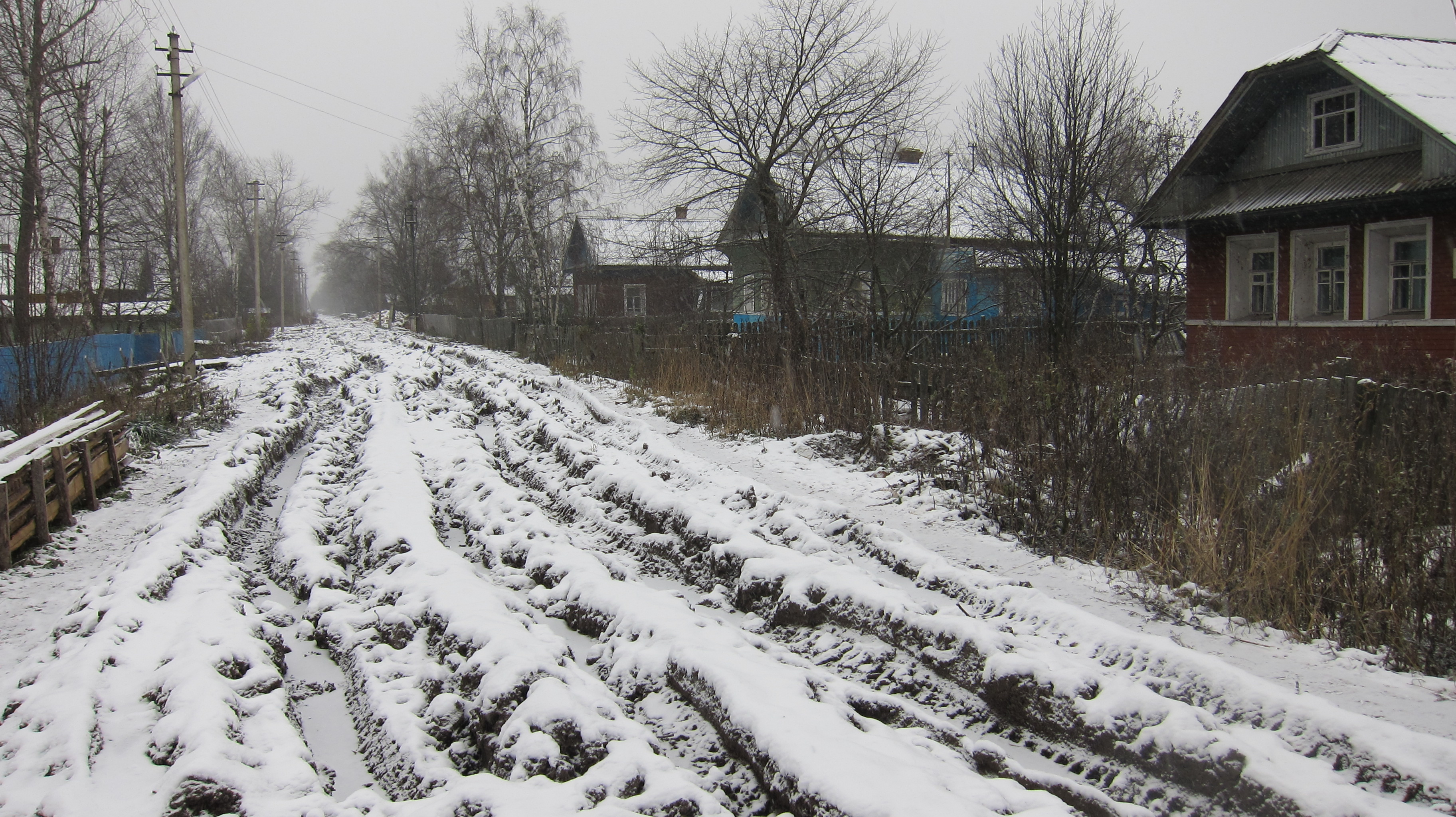
Scena stradale dell'ottobre 2012 presso Sokol (Oblast' di Vologda), si noti la combinazione formata da una spessa copertura nevosa e dal terreno impregnato d'acqua

“impraticabilità delle strade”; nella storiografia e memorialistica tedesca nota come: Schlammzeit e Schlammperiode) è il termine che indica sia il rammollimento del suolo causato dal disgelo primaverile e dalle piogge autunnali, che rende impraticabili i sentieri e le strade sterrate (o carrarecce) a causa del fango, sia il periodo stesso in cui avviene.

## Storia

### Orda mongola
La rasputiza ha svolto un ruolo cruciale durante le varie guerre in Russia, in particolare durante l'invasione mongola della Rus' di Kiev. L'esercito tataro-mongolo non riuscì ad attraversare le ultime cento verste (~107 km) che lo separavano da Novgorod, a causa della rasputiza primaverile.

### Campagna russa di Napoleone del 1812
La rasputiza ostacolò gravemente anche la Grande Armata di Napoleone durante la sua campagna di Russia.

### Seconda guerra mondiale
Durante la seconda guerra mondiale, la Blitzkrieg tedesca dell’operazione Barbarossa fu quasi fermata dal fango per l’assenza di una rete stradale asfaltata, rendendo inutilizzabili i carri armati più pesanti come i Panzer III e IV, fino a quando, nell'inverno del 1942, furono introdotti i Winterketten ("cingoli invernali") consistenti in un’estensione che permetteva di allargare i cingoli grazie all’applicazione di palette esterne che diminuivano la pressione specifica data dal peso del carro sul terreno, permettendogli di muoversi più agilmente su neve o fango, riducendo i rischi di impantanamento. Unica eccezione l’agile e leggera motocicletta cingolata che divenne molto popolare. Questo rallentamento permise quindi all'esercito sovietico di avere più tempo per prepararsi alla battaglia di Mosca.

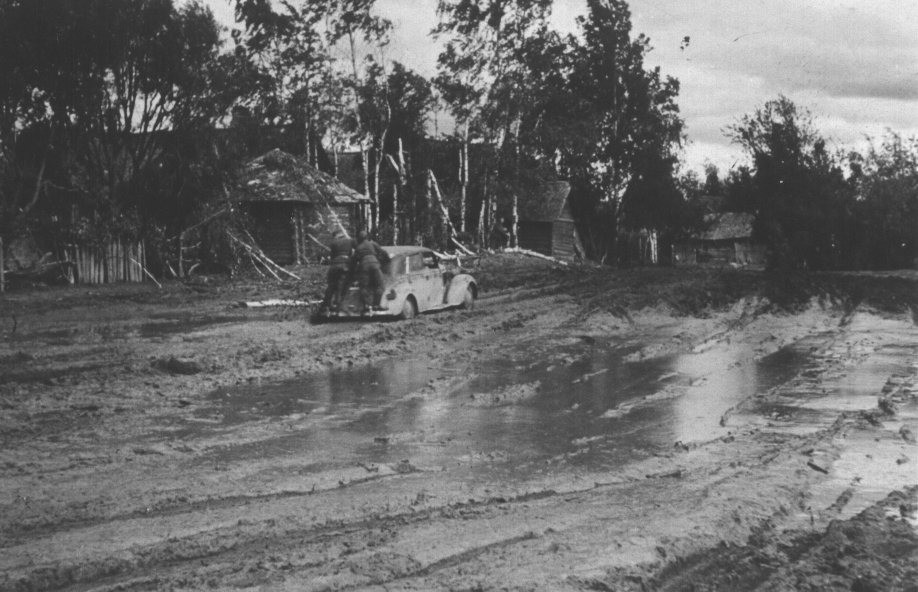
Rasputiza durante l'offensiva tedesca del 1941 (operazione Barbarossa)
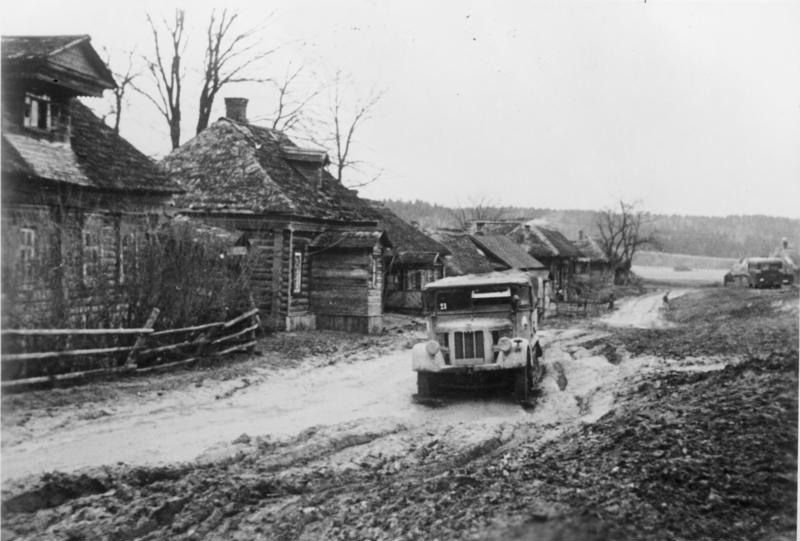
Strada di un villaggio vicino a Mosca, novembre 1941
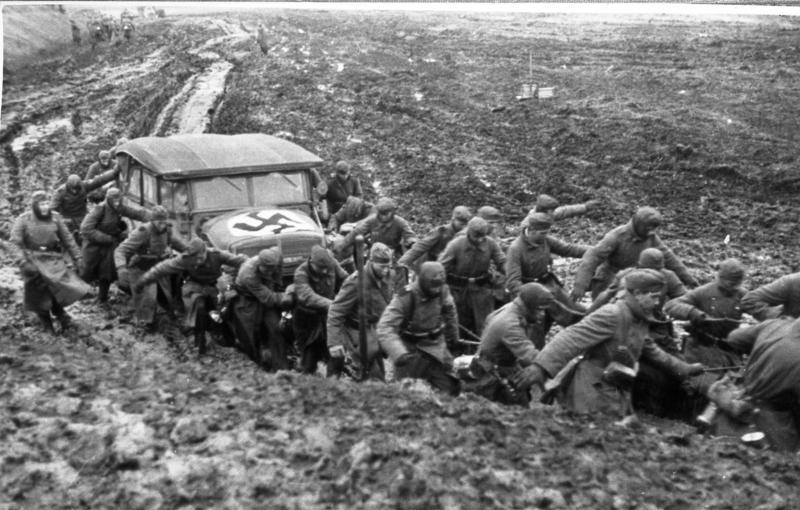
Soldati della Wehrmacht mentre tirano un'automobile attraverso il fango, novembre 1941
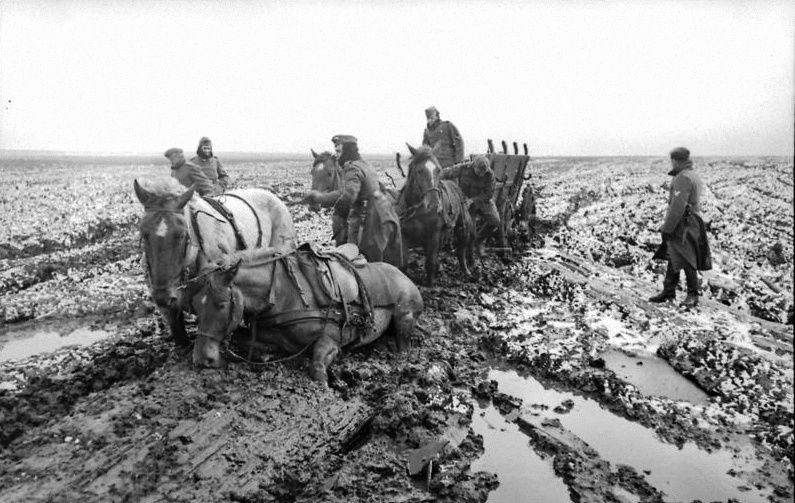
Un carriaggio e cavalli della Wehrmacht affondano nel fango Oblast' di Kursk, marzo-aprile 1942
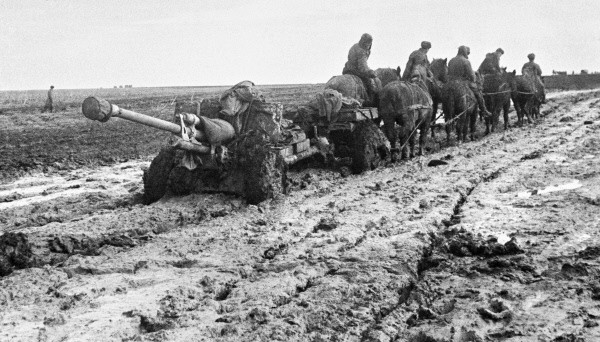
Cannone sovietico, ottobre 1942
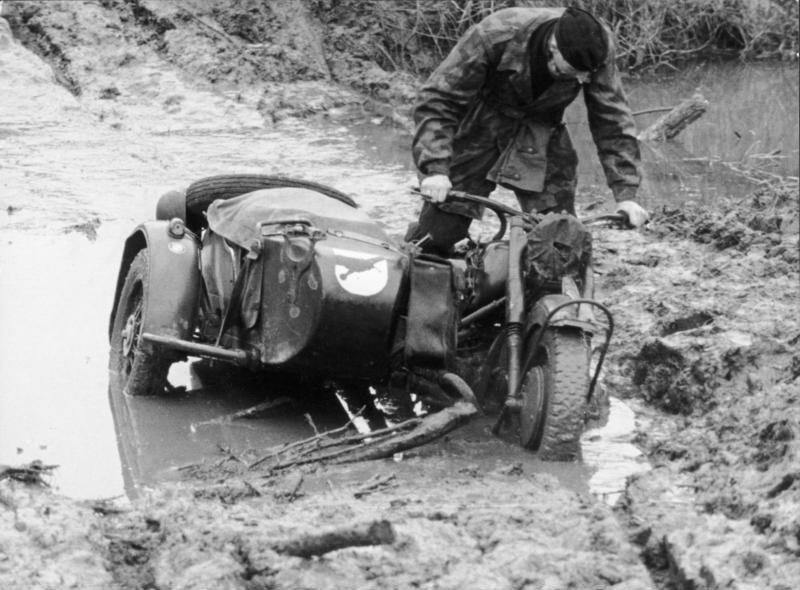
Russia, motociclista impantanato, primavera 1943

### Invasione russa dell'Ucraina del 2022
All'inizio dell'Invasione russa dell'Ucraina del 2022 la rasputiza ha ostacolato l'avanzata dei carri armati russi.